# 1165
| Calendário gregoriano                                                        | 1165 MCLXV                                           |
| Ab urbe condita                                                              | 1918                                                 |
| Calendário arménio                                                           | 614 – 615                                            |
| Calendário bahá'í                                                            | -679 – -678                                          |
| Calendário budista                                                           | 1709                                                 |
| Calendário chinês                                                            | 3861 – 3862 Início a 14 de janeiro (aproximadamente) |
| Calendário copta                                                             | 881 – 882                                            |
| Calendário etíope                                                            | 1157 – 1158                                          |
| Calendários hindus - Vikram Samvat - Calendário nacional indiano - Cáli Iuga | 1220 – 1221 1086 – 1087 4265 – 4266                  |
| Calendário Holoceno                                                          | 11165                                                |
| Calendário islâmico                                                          | 560 – 561                                            |
| Calendário judaico                                                           | 4925 – 4926                                          |
| Calendário persa                                                             | 543 – 544                                            |
| Calendário rúnico                                                            | 1415                                                 |
| Calendário solar tailandês                                                   | 1708                                                 |

1165 (MCLXV, na numeração romana) foi um ano comum do século XII do Calendário Juliano, da Era de Cristo, a sua letra dominical foi C (52 semanas), teve início a uma sexta-feira e terminou também a uma sexta-feira. No reino de Portugal estava em vigor a Era de César que já contava 1203 anos.
| Ano completo                       |
| ---------------------------------- |
| Ano comum com início à sexta-feira |

## Eventos
- Reconquista de Évora.
- Negociações que tiveram por resultado o casamento de D. Fernando II com Urraca, filha de D. Afonso Henriques.
- Os bizantinos são derrotados pelo húngaros na fronteira do Danúbio; o imperador bizantino Manuel I Comneno retalia devastando a Hungria oriental.
- Campanha militar bizantina nos Balcãs comandada por Andrónico Contostefano.

## Nascimentos
- 21 de Agosto - Filipe II de França, Rei da França entre 1180 e 1223 (m. 1223).
- ? de Novembro - Henrique VI da Germânia, Imperador do Sacro Império Romano-Germânico (m. 1197).
- ? - Berengária de Navarra, Rainha Consorte da Inglaterra entre 1191 e 1199 (m. 1230).
- ? - Henrique I de Brabante, conde de Bruxelas de duque da Baixa-Lotaríngia de 1190 a 1235 (m. 1235).
- ? - Pedro II de Courtenay, Imperador do Imperio Latino de Constantinopla (m. 1217).
- ? - Ibn Arabi (m. 1240)[1]
- 11 de Janeiro de 1165 - Altaïr Ibn-La'Ahad, Assassino e Mentor Sirio. (m. 1257)

## Mortes
- 5 de Setembro - Nijo, 78º imperador do Japão.